# Ефременкова, Юлия Валерьевна
Ю́лия Вале́рьевна Ефре́менкова (род. 4 июля 1983, Одинцово Московской области) — немецкая русскоязычная писательница (прозаик, эссеист).

## Биография
Юлия Ефременкова родилась 4 июля 1983 года в Одинцове Московской области.
Окончила факультет истории, политологии и права Российского государственного гуманитарного университета, специализация юриспруденция.

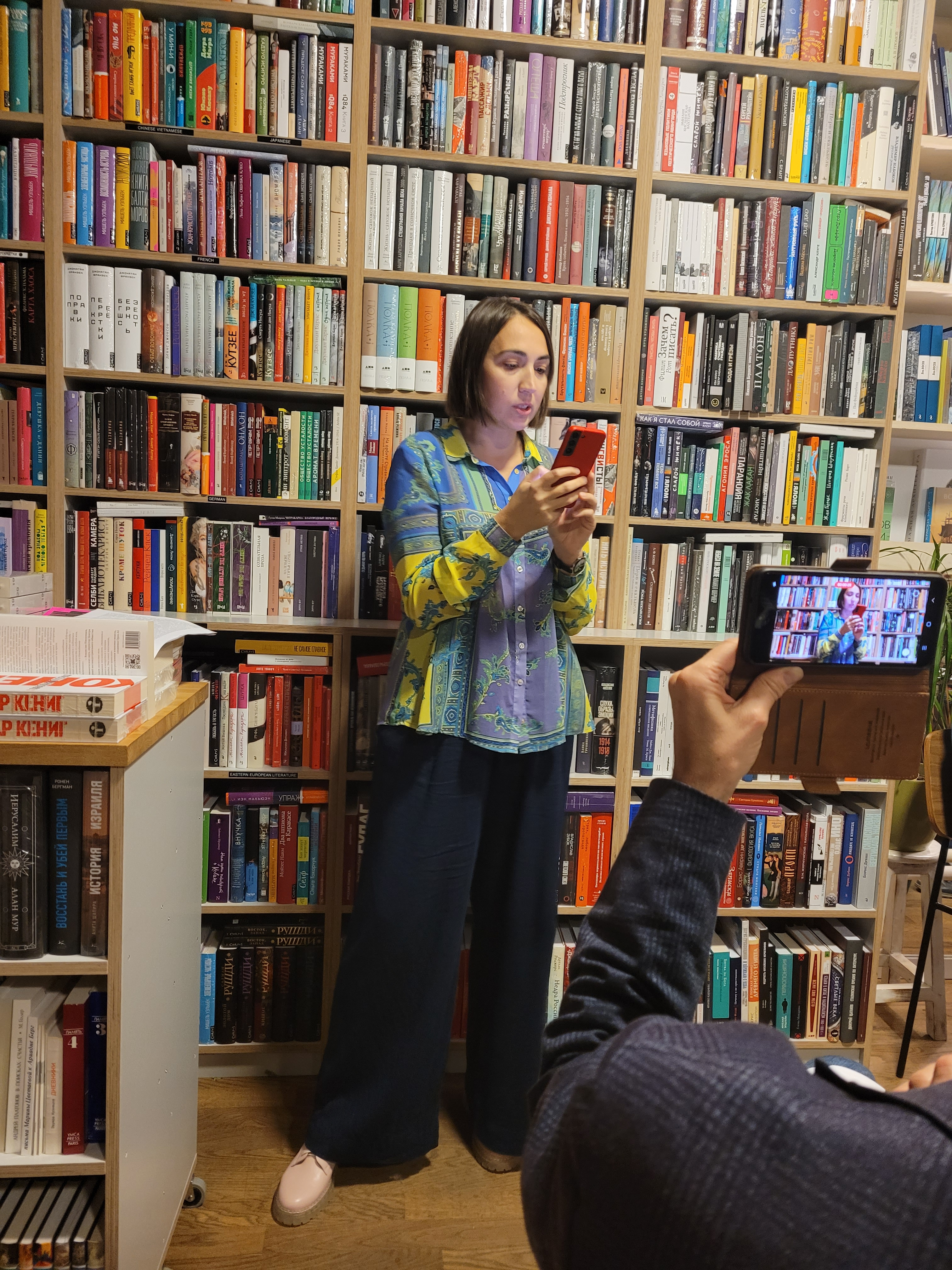
Юлия Ефременкова на презентации сборника немецких русскоязычных писателей «Берлин без маски» 25 сентября 2024 года в магазине Babel Books Berlin. Справа — рука со смартфоном Ильдара Харисова.

В России работала юристом в области корпоративного права.
Публиковалась в журналах «Дружба народов», «Новая Юность», «Крещатик», «Берлин.Берега», альманахе «Артикуляция», сборнике «Новые писатели» (2017), сборнике немецких русскоязычных писателей «Берлин без маски» (2021).
В 2016 году участвовала в XVI Форуме молодых писателей России, стран СНГ и зарубежья «Липки».
В 2014 году эмигрировала из России в Германию, живёт в Потсдаме. В Германии работает продюсером на телевизионных документальных проектах.
В 2018 году с Дмитрием Вачединым и Дарьей Рубо организовала берлинскую литературную группу «Марцанский клуб Набокова» (нем. Nabokov Verein Marzahn), дальнейшая судьба которой неизвестна.

## Участие в творческих и общественных организациях
- Член (с 2019), секретарь (с 2022) Содружества русскоязычных литераторов Германии (СЛоГ)[3]